# Stráňavy
Stráňavy (in ungherese Felsőosztorány) è un comune della Slovacchia facente parte del distretto di Žilina, nella regione omonima.